# Ukrajinsko katoličko sveučilište
Ukrajinsko katoličko sveučilište (ukr. Український Католицький Університет) je katoličko sveučilište u gradu Lavovu, u zapadnoj Ukrajini. Sveučilište je otvoreno u suradnji s Ukrajinskom grkokatoličkom crkvom 29. srpnja 2002. godine, no svoje korijene kao institucija vuče iz 1929. godine. Ujedno predstavlja prvo katoličko sveučilište na prostoru bivšeg Sovjetskog Saveza i prvo katoličko sveučilište otvoreno uz potporu jedne od Istočnih katoličkih crkvi. Ukrajinsko katoličko sveučilište bilježi veliki interes studenata iz središnje i istočne Europe, posebno iz Ukrajine u kojoj živi oko 6 milijuna katolika.

## Povijest Sveučilišta
Ukrajina ima dugu tradiciju suradnje s Katoličkom crkvom odnosno Svetom Stolicom u Rimu, a posebno je značajno razdoblje na prijelazu s 13. na 14. stoljeće kada su se krunili prvi ukrajinski kraljevi u sklopu Galičko-Volinjskog Kraljevstva. Također je značajno razdoblje Brestske crkvene unije u kojem je Ukrajina prihvatila nadležnost Svete Stolice, nakon što je Carigrad pao pod navalom Turaka. Kao razultat te višestoljetne suradnje između Ukrajine i Rima stvorena je Ukrajinska grkokatolička crkva koja danas broji najveći broj katoličkih vjernika prema bizantskom obredu. 
Ukrajinsko katoličko sveučilište također spada u tradicionalne povijesne odnose između Ukrajine i Svete Stolice. Danas moderno Sveučilište smatra se nasljednikom Grkokatoličke teološke akademije koju je 1928./1929. stvorio ugledni ukrajinski metropolit Andrij Šeptickij. Akademija se tada nalazila u sklopu Poljske, a njezin prvi rektor bio je Josif Slipij. Godine 1944. Akademija je zatvorena ulaskom tog dijela ukrajinskog teritorija u Sovjetski Savez, ali je Ukrajinsko katoličko sveučilište nastavilo svoj rad u Rimu. Osamostaljenjem Ukrajine, 1994. Sveučilište je ponovno premješteno u Lavov pod imenom Ljvivska teološka akademija. Godine 1998. Akademija odnosno Sveučilište je međunarodno priznata kao visoka obrazovna institucija, a 2002. je prihvatila međunarodno službeno ime Ukrajinsko Katoličko Sveučilište. 

## Poznati studenti
- Roman Lisko, mučenik i blaženik

## Vanjske poveznice
- Službene stranice: Ukrainian Catholic University  Arhivirana inačica izvorne stranice od 12. listopada 2012. (Wayback Machine)
- THE UKRAINIAN CATHOLIC EDUCATION FOUNDATION (eng.)
- The Ukrainian Catholic University: achievements, perspectives and contributions to tomorrow's world  Arhivirana inačica izvorne stranice od 23. prosinca 2011. (Wayback Machine)